# Grigore Preoteasa

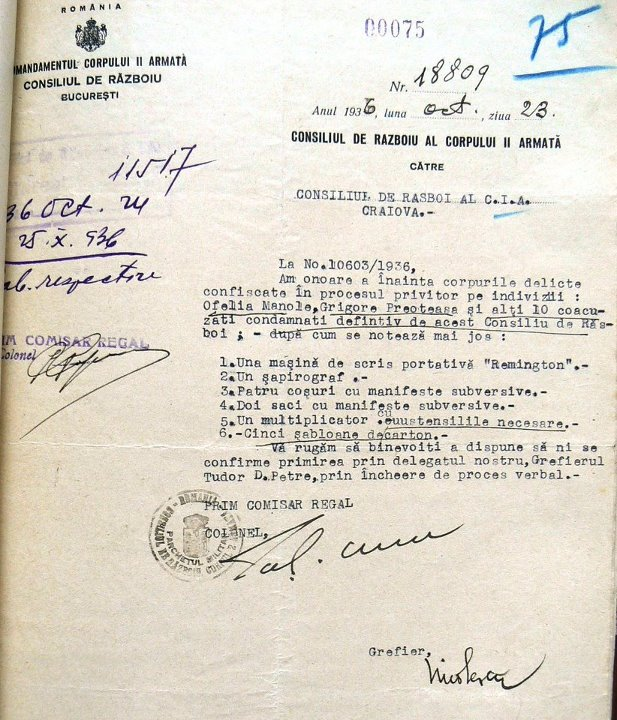
Notatka wojskowa z 1936 wymieniająca corpora delicti znalezione w mieszkaniu Preoteasy: maszynę do pisania Remington, hektograf, cztery kosze manifestów o treści wywrotowej, mimeograf i pięć kartonowych szablonów do malowania haseł na murach.

Grigore Preoteasa (1915-1957) – rumuński komunistyczny działacz, dziennikarz i polityk. Od 4 października 1955 do swojej śmierci był ministrem spraw zagranicznych komunistycznej Rumunii.

## Biografia
Urodził się w Bukareszcie 25 sierpnia 1915 jako syn pracownika Căile Ferate Române. W latach 30. uczęszczał na wydział humanistyczny Uniwersytetu Bukareszteńskiego, tam też nawiązał współpracę z Rumuńską Partią Komunistyczną (PCR lub PCdR) w czasie strajku w zakładach kolejowych Grivița w 1933 . W 1934 został aresztowany po raz pierwszy, w kolejnych latach skazywano go wielokrotnie na wyrok więzienia, który odsiadywał w więzieniach w Jilawie, więzieniu Doftana, w Krajowej, Miercurea-Ciuc, i Caracalu .
Po 1936 roku Preoteasa wszedł w skład kierownictwa Demokratycznego Frontu Studentów (Frontul Studențesc Demokrat lub Frontul Democratic Universitar), organizacji antyfaszystowskiej stworzonej przez PCR do zwalczania rosnących wpływów Żelaznej Gwardii, którą kierowali Gheorghe Rădulescu, Miron Constantinescu i Constanța Crăciun . Stał się jednym z głównych kadrowych rewolucjonistów zaangażowanych w działania agitacyjno-propagandowe, ale, podobnie jak jego towarzysze Ion Popescu-Puțuri, Alexandru Iliescu czy Grigore Răceanu, bywał krytyczny wobec kierunku narzuconego partii przez ZSRR i Komintern.
Jako jeden z autorów nielegalnego czasopisma România Liberă został internowany wraz z innymi przeciwnikami dyktatury Iona Antonescu w obozie w Târgu Jiu, gdzie spędził większość okresu II wojny światowej. Pomimo internowania, teksty sygnowane jego nazwiskiem ukazywały się w późniejszych numerach România Liberă, jednak współcześni historycy uznają je za fałszywki przygotowane przez Sekcję Historyczną partii komunistycznej w latach 50. w celu zamaskowania braku aktywności partii w latach wojny .
Uciekł z obozu internowania razem ze swoim przyjacielem Nicolae Ceaușescu w lecie 1944 roku, jeszcze przed obaleniem Antonescu (patrz Rumunia w czasie II Wojny Światowej). Podczas walk o władzę w partii Preoteasa i Constantinescu należeli do nielicznych intelektualistów wspierających grupę skupioną wokół Lucrețiu Pătrășcanu przeciw pierwszemu sekretarzowi Ștefanowi Forișowi. Po obaleniu tego ostatniego, Preoteasa wspierał nowego lidera Gheorghe Gheorghiu-Deja, który darzył go sporą sympatią, gdyż pracował razem z jego ojcem w warsztatach kolejowych Griviţa w Bukareszcie.
W końcu 1944 powrócił do România Liberă, tym razem jako redaktor naczelny, i pełnił tę funkcję do 1946 , w międzyczasie został rzecznikiem ministerstwa propagandy . Jego działalność w tym okresie skupiała się na atakowaniu opozycji wobec wspieranego przez partię komunistyczną rządu Petru Grozy, a szczególnie Narodowej Partii Chłopskiej.
Preoteasa, protegowany Gheorghiu-Deja, szybko piął się po szczeblach kariery w partii, która w 1947 przemianowana została na Rumuńską Partię Robotniczą (PMR). W grudniu 1955 został wybrany członkiem KC, gdzie zastąpił Leonte Răutu na stanowisku szefa Sekcji Propagandy. W czerwcu 1957 został też sekretarzem Komitetu Centralnego i zastępcą członka biura politycznego . Jest prawdopodobne, że Gheorghiu-Dej widział w nim następcę Răutu, który w owym okresie wypadł z łask.
Równolegle do kariery partyjnej, od 4 października 1955 Preoteasa był ministrem spraw zagranicznych. Jako taki jest pamiętany m.in. ze względu na rolę, jaką odegrał w okresie po stłumieniu powstania węgierskiego w 1956, a szczególnie za przetrzymywanie na terenie Rumunii aresztowanych przez siły Związku Radzieckiego polityków Węgierskiej Republiki Ludowej, w tym Imre Nagy’ego przetrzymywanego w areszcie Securitate w Snagov i György Lukácsa. Na prośbę Jánosa Kádára władze Rumunii określały aresztowanych mianem „azylantów”, co miało sugerować, że są oni chronieni w obliczu kontrrewolucji, a nie przetrzymywani w więzieniach. W czerwcu 1957 na stanowisku ministra zastąpił go Ion Gheorghe Maurer.
Grigore Preoteasa został członkiem delegacji PMR na obchody 40. rocznicy wybuchu rewolucji październikowej w Moswie, wraz z Gheorghiu-Dejem, Chivu Stoicą, Alexandru Moghioroșem, Ștefanem Voiteciem, Ceaușescu i Răutu. Zmarł nagle na lotnisku Wnukowo, kilka minut po tym, jak wiozący rumuńską delegację samolot linii Aerofłot uderzył w ziemię za końcem pasa i stanął w płomieniach. Według świadków Proteasa w chwili wypadku był jedynym pasażerem stojącym na pokładzie samolotu; miał tłumaczyć innym, że cieszy się, że nie kazano mu zapiąć pasa bezpieczeństwa; gdy piloci stracili kontrolę nad maszyną, miał powiedzieć – prawdopodobnie w żartach – że „tego nie było w programie”. Słowa te okazały się być jego ostatnimi.
Po jego śmierci pojawiały się pogłoski, jakoby katastrofa na lotnisku Wnukowo została celowo sprowokowana w celu zabicia Preoteasy albo Gheorghiu-Deja, jako że relacje między nim a Nikitą Chruszczowem w owym czasie pogorszyły się gwałtownie. Teoriom spiskowym przeczy jednak fakt, że w katastrofie zginęła cała radziecka załoga maszyny, a Ceaușescu, Răutu i inni członkowie delegacji odnieśli poważne obrażenia. Jakakolwiek była jej przyczyna, śmierć Preoteasy ułatwiła Nicolae Ceaușescu dojście do władzy po 1964 roku.

## Dziedzictwo
Żoną Preoteasy była Ecaterina, z którą miał dwoje dzieci: syna George i córkę Ilincę. Ilinca Preoteasa została wysoko postawioną członkinią Związku Młodzieży Komunistycznej; przez pewien czas była także żoną Adriana Năstase, premiera Rumunii w latach 2000–2004. Wyemigrowała do Stanów Zjednoczonych .
Po śmierci Preoteasy jego imię nadano Bukareszteńskiemu Domowi Kultury Studenckiej; nazwę zmieniono dopiero po rumuńskiej rewolucji 1989 roku. Mimo zmiany, nazwisko polityka pozostaje popularną nazwą zwyczajową klubu studenckiego, przykładowo La Preoteasa („w Preoteasie”) to tytuł piosenki rumuńskiej grupy rockowej Sarmalele Reci z jej debiutanckiej płyty Țara te vrea prost.